# Шезель
Шезе́ль (фр. Chezelle) — коммуна во Франции, находится в регионе Овернь. Департамент коммуны — Алье. Входит в состав кантона Шантель. Округ коммуны — Мулен.
Код INSEE коммуны — 03075.

## Население
Население коммуны на 2008 год составляло 162 человека.
| 1962 | 1968 | 1975 | 1982 | 1990 | 1999 | 2008 |
| ---- | ---- | ---- | ---- | ---- | ---- | ---- |
| 133  | 163  | 148  | 109  | 122  | 142  | 162  |

## Экономика
В 2007 году среди 98 человек в трудоспособном возрасте (15—64 лет) 65 были экономически активными, 33 — неактивными (показатель активности — 66,3 %, в 1999 году было 67,6 %). Из 65 активных работали 64 человека (34 мужчины и 30 женщин), безработной была 1 женщина. Среди 33 неактивных 9 человек были учениками или студентами, 15 — пенсионерами, 9 были неактивными по другим причинам.